# Rutana (kommun)
Rutana är en kommun i Burundi. Den ligger i provinsen med samma namn, i den centrala delen av landet, 90 kilometer sydost om Burundis största stad Bujumbura.